# Британски съвет за филмова класификация
Британски съвет за филмова класификация (на английски: British Board of Film Classification ) е институция отначало отговаряща за възрастова класификация на филмите, в днешни дни за DVD и компютърни игри. Системата за оценяване представлява знак с цифра или букава и понякога (на по-новите филми) и пояснение за съдържанието на филма.
| Знак | име                | Пояснение |
| ---- | ------------------ | --- |
|      | Универсален филм   | Няма никакво възрастово ограничение, съдържанието е подходящо за деца                                                 |
|      | Родителски контрол | Всички възрасти са позволени, но някои сцени може да не са подходящи за деца под 8 г.                                 |
|      | 12A                | Може да е неподходящ за деца под 12-годишна възраст. Използва се само за кино.                                        |
|      | 12                 | Не се препоръчва за деца под 12 г. да купят или наемат тази игра (използва се само за DVD, VHS, CD и компютърни игри) |
|      | 15                 | Никой под 15 години не може да гледа този филм в киното или да купува DVD-то.                                         |
|      | 18                 | Филмът не може да бъде гледан от хора под 18 г., същото важи за DVD, VHS, CD и компютърни игри.                       |
|      | R18                | Само за възрастни. Такива филми се прожектират само в специални кина и не се допускат личности под 18 години.         |